# ISO 3166-2:CR

ISO 3166-2:CR en Costa Rica

ISO 3166-2:CR es la entrada para Costa Rica en ISO 3166-2, parte de los códigos de normalización ISO 3166 publicados por la Organización Internacional de Normalización (ISO), que define códigos para los nombres de las principales subdivisiones (p.ej., provincias o estados) de todos los países codificados en ISO 3166-1.
En la actualidad, para Costa Rica los códigos ISO 3166-2 se definen para 7 provincias.
Cada código consta de dos partes, separadas por un guion. La primera parte es CR, el código ISO 3166-1 alfa-2 de Costa Rica. La segunda parte son una o dos letras.

## Códigos de las provincias
Los nombres de las subdivisiones se ordenan según el estándar ISO 3166-2 publicado por la Agencia de Mantenimiento ISO 3166 (ISO 3166/MA).
Pulsa sobre el botón en la cabecera para ordenar cada columna.
| Código | Nombre de la subdivisión en la ISO |
| ------ | ---------------------------------- |
| CR-A   | Alajuela                           |
| CR-C   | Cartago                            |
| CR-G   | Guanacaste                         |
| CR-H   | Heredia                            |
| CR-L   | Limón                              |
| CR-P   | Puntarenas                         |
| CR-SJ  | San José                           |